# Troyes
Troyes é uma comuna francesa de 60 958 habitantes (1999) situada no departamento de Aube, na região de Grande Leste (francês: Champagne-Ardenne), a cerca de 160 km de Paris.

## História

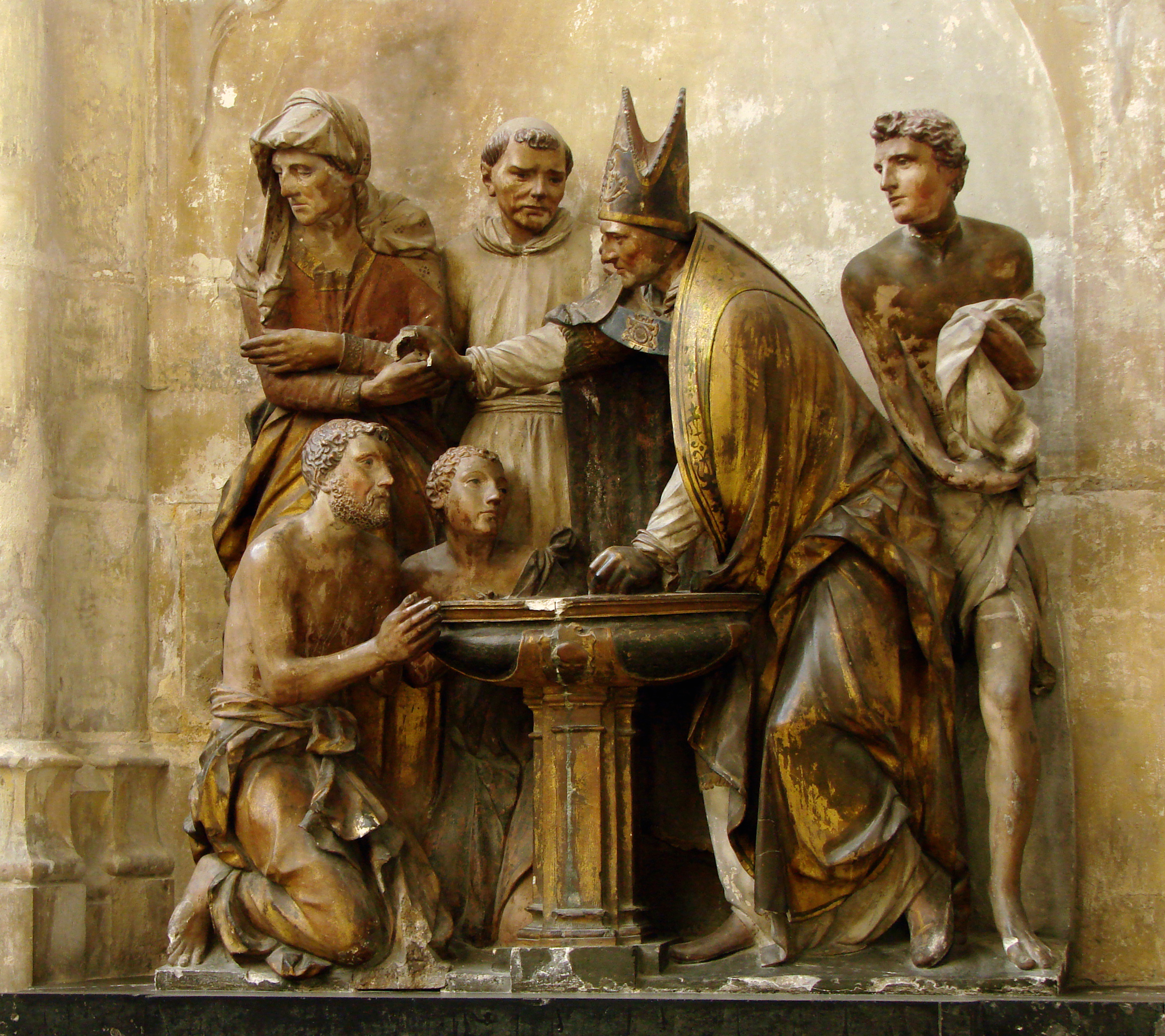
Batismo de Santo Agostinho
Cathédrale Saint-Pierre-et-Saint-Paul (1549)

A cidade de Troyes deve seu nome ao povo gaulês dos tricasses, em cuja homenagem a cidade de Augustobona dos Tricasses ou somente Augustobona (em latim: Augustobona Tricassium) foi fundada pelos romanos.
Foi nos arredores de Troyes teria sido travada, em 451, a Batalha dos Campos Cataláunicos, quando Átila foi vencido e e teve de se retirar. Na Idade Média, a cidade foi a capital de um condado que foi a principal região do condado de Champanhe, de que ela foi também a capital na Idade Média, até a anexação de Champanhe ao reino da França. 
Nessa cidade nasceu o Papa Urbano IV, que pontificou de 1291 a 1294.[carece de fontes?]